# Timex Sinclair 2048
To jest artykuł o komputerze Timex Sinclair 2048 (TS 2048). Dla podobnie brzmiącego innego wariantu ZX Spectrum sprzedawanego tylko w Polsce i Portugalii patrz Timex Computer 2048 (TC 2048).
Timex Sinclair 2048 – prototyp komputera osobistego bazującego na ZX Spectrum stworzony z myślą o rynku amerykańskim przez Timex Corporation. Nigdy nie wprowadzony do sprzedaży z powodu porażki wcześniejszego modelu TS1500.